# Miles Davis Volume 1
Miles Davis Volume 1 è un album di Miles Davis pubblicato dalla Blue Note Records nel 1955.

## Il disco
Pubblicato insieme al gemello Miles Davis Volume 2, fu il primo 33 giri a 12 pollici della Blue Note che iniziò quell'anno a ripubblicare il suo materiale nel formato discografico che ormai si stava imponendo nel mercato. I due dischi andarono a sostituire nel catalogo dell'etichetta discografica di Alfred Lion i tre album a 10 pollici di Davis pubblicati tra il 1953 e il 1954 e intitolati Young Man with a Horn, Miles Davis Vol. 2 e Miles Davis Vol. 3.
Nelle due raccolte, che avevano copertine inedite sostanzialmente identiche salvo per il colore, furono inclusi tutti e i 18 brani registrati da Davis nel corso di tre sessioni tenute per la Blue Note nel 1952 e nei due anni successivi, oltre ad alcune versioni alternative inedite. Non fu rispettata però la sequenza originale di registrazione e i pezzi furono mescolati nei due volumi. I due dischi rimasero in catalogo a lungo per la Blue Note e furono ristampati varie volte anche in versione "pseudo" stereo e poi su CD negli anni ottanta, ma con i brani nuovamente mescolati, questa volta raggruppati per data di registrazione.
Nel 2001 la Blue Note pubblicò due CD rimasterizzati da Rudy Van Gelder che rappresentano la versione definitiva di queste registrazioni, con un nuovo apparato critico curato da Bob Blumenthal. Il primo volume contiene tutte le tracce registrate nelle sessioni del 9 maggio 1952 e del 6 marzo 1954, il secondo contiene invece le tracce registrate il 20 aprile 1953. Per la copertina dei due CD furono riutilizzate quelle originali dei 33 giri a 10 pollici Miles Davis Vol. 2 e Vol. 3 opportunamente adattate con le foto di Francis Wolff, cofondatore della Blue Note.
Dell'ultima seduta di registrazione del 1954 non esistono versioni alternative di alcuno dei sei pezzi registrati. Questo è probabilmente dovuto al fatto che, a differenza delle precedenti sessioni per la Blue Note, quest'ultima fu registrata da Van Gelder nel suo studio del New Jersey. Il tecnico del suono, che normalmente lavorava per al Prestige, aveva l'abitudine di riutilizzare per motivi economici i nastri delle registrazioni non andate a buon fine, riavvolgendoli e registrandoci sopra.

## Tracce

### LP 12 pollici (1955)
Lato A
1. Tempus Fugit - (Bud Powell) - 3:47
2. Kelo - (J. J. Johnson) - 3:16
3. Enigma - (J. J. Johnson) - 3:20
4. Ray's Idea - (Ray Brown, Gil Fuller) - 6:42
5. How Deep Is the Ocean? - (Irving Berlin) - 4:36
6. C.T.A. (Alternate Master) - (Jimmy Heath) - 3:18

Lato B
1. Dear Old Stockholm - (Tradizionale) - 4:10
2. Chance It - (Oscar Pettiford) - 3:00
3. Yesterdays - (Jerome Kern, Otto Harbach) - 3:42
4. Donna (Alternate Master) - (Jackie McLean) - 3:08
5. C.T.A. - (Jimmy Heath) - 3:20
6. Would'n You (Alternate Master) - (Dizzy Gillespie) - 3:19

- Tracce 5 Lato A e 1, 2, 3, 4 e 6 Lato B registrate il 9 maggio 1952, WOR Studios, New York
- Tracce 1, 2, 3, 4 e 6 del Lato A e 5 Lato B registrate il 20 aprile 1953, WOR Studios, New York

### Versione rimasterizzata su CD (2001)
1. Dear Old Stockholm - (Tradizionale) - 4:10
2. Chance It - (Oscar Pettiford) - 3:00
3. Donna - (Jackie McLean) - 3:10
4. Woody 'n' You - (Dizzy Gillespie) - 3:19
5. Yesterdays - (Jerome Kern, Otto Harbach) - 3:42
6. How Deep is the Ocean? - (Irving Berlin) - 4:36
7. Chance It (Alternate Take) - 2:51
8. Donna (Alternate Take) - 3:08
9. Woody 'n' You (Alternate Take) - 3:19
10. Take Off - (Miles Davis) - 3:37
11. Lazy Susan - (Miles Davis) - 4:00
12. The Leap - (Miles Davis) - 4:28
13. Well, You Needn't - (Thelonious Monk) - 5:20
14. Weirdo - (Miles Davis) - 4:42
15. It Never Entered My Mind - (Richard Rodgers, Lorenz Hart) - 4:02

- Tracce da 1 a 9 registrate il 9 maggio 1952, WOR Studios, New York
- Tracce da 10 a 15 registrate il 6 marzo 1954, Rudy Van Gelder Studio, Hackensack, New Jersey

## Formazione
1952
- Miles Davis - tromba
- Jackie McLean - sassofono contralto
- J.J. Johnson - trombone
- Gil Coggins - pianoforte
- Oscar Pettiford - contrabbasso
- Kenny Clarke - batteria

1953
- Miles Davis - tromba
- Jimmy Heath - sassofono tenore
- J. J. Johnson - trombone
- Gil Coggins - pianoforte
- Percy Heath - contrabbasso
- Art Blakey - batteria

1954
- Miles Davis - tromba
- Horace Silver - pianoforte
- Percy Heath - contrabbasso
- Art Blakey - batteria

## Edizioni
- 1955 – LP, Blue Note Records BLP 1501
- 1968 – LP, Blue Note Records BST 81.501, versione stereo[1]
- 1988 – CD, Blue Note Records CDP 7 81501 2, nuova edizione
- 2001 – CD, Blue Note Records EMI 7243 5 32610 2 3, edizione rimasterizzata digitalmente da Rudy Van Gelder